# Exalphus malleri
Exalphus malleri är en skalbaggsart som först beskrevs av Lane 1955.  Exalphus malleri ingår i släktet Exalphus och familjen långhorningar. Inga underarter finns listade i Catalogue of Life.